# PragerU
Prager University, afgekort tot PragerU, is een Amerikaanse non-profitorganisatie die video's over politieke, economische en filosofische onderwerpen vanuit een conservatief of rechts standpunt creëert.
Hoewel PragerU de naam University draagt, is het geen universiteit of een academisch instituut.

## Geschiedenis
PragerU werd in 2009 opgericht door Dennis Prager en Allen Estrin als vertegenwoordiging van conservatieve ideeën. Na een rechtszaak over het gebruik van een foto, maakt PragerU vanaf 2013 gebruik van animaties.
In mei 2021 bevat het YouTube-kanaal 1321 video's, die in totaal ruim 1,2 miljard keer zijn bekeken.

## Video's
De video's worden op YouTube geplaatst en duren circa 4 à 5 minuten. Deze zijn voorzien van korte animaties die het onderwerp verduidelijken. Enkele gastsprekers zijn onder meer Anders Fogh Rasmussen, Alan Dershowitz, George Will, Ayaan Hirsi Ali, Ben Shapiro en Jordan Peterson.